# Torre Lanfreducci
La Torre dei Lanfreducci è una delle antiche torri medievali meglio conservate di Pisa, situata nel cortile interno del Palazzo alla Giornata sul Lungarno Pacinotti.

## Descrizione

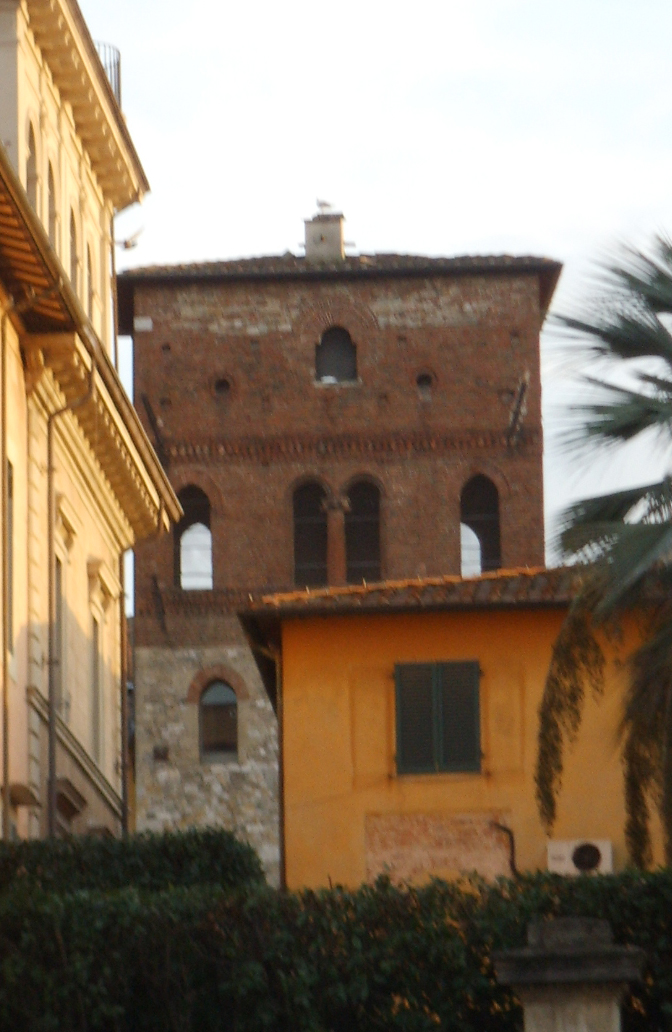
La parte superiore

La torre a pianta rettangolare si eleva per sette piani principali ad altezza dei solai variabile e risale nella parte più antica alla seconda metà del XII secolo (riconoscibile per i conci fino al quinto solaio in pietra verrucana grigio chiaro), mentre la parte superiore degli ultimi piani (in laterizio rosso mattone) risale al XIV secolo. Nella parte più alta è presente una decorazione realizzata con la varia disposizione dei mattoni a formare delle fasce decorate.
Verso la metà, sul lato ovest, si può notare ancora la silhouette di un lungo arco di scarico dal disegno ogivale ribassato. Le aperture sono di diversa forma e fattura: rettangolari le più piccole e antiche, poi monofore con archetti e al penultimo piano, anche una bifora con una colonnina in muratura con capitello.